# IC 2032
IC 2032 је галаксија у сазвјежђу Златна риба која се налази на листи објеката дубоког неба у Индекс каталогу.
Деклинација објекта је - 55° 19' 23" а ректасцензија 4h 7m 3,2s. Привидна величина (магнитуда) објекта IC 2032 износи 14,2 а фотографска магнитуда 14,8. Налази се на удаљености од 13,4 милиона парсека од Сунца. IC 2032 је још познат и под ознакама ESO 156-42, AM 0405-552, PGC 14481.